# 孝侯
孝侯（こうこう、生年不詳 - 紀元前724年）は、中国の春秋時代の晋の君主。姓は姫、名は平。

## 生涯
晋の昭侯の子として生まれた。紀元前739年、昭侯が潘父に殺害されると、孝侯が晋侯として擁立された。曲沃の桓叔の侵入を撃退し、潘父を処刑した。紀元前726年、軍を発して曲沃の穀物を焼き払って帰還した。紀元前724年、孝侯は翼で曲沃の荘伯に殺害された。晋の人々が兵を発して荘伯を攻撃し、荘伯は曲沃に撤退した。孝侯の弟の鄂侯が晋侯に擁立された。